# Журналы манги Square Enix
Манга-журналы компании Square Enix обычно выпускаются под издательским лейблом Gangan (яп. ガンガン ганган, «звон»). Наиболее успешными франшизами Square Enix являются «Стальной алхимик» (всего продано 64 000 000 копий), Kuroshitsuji (20 000 000), Soul Eater (17 000 000), Mahojin Guru Guru (12 000 000), Hamerun no Baiorin Hiki (6 800 000).

## Публикующиеся журналы

### Shonen Gangan
«Ежемесячный Shonen Gangan» (яп. 月刊少年ガンガン гэккан сё:нэн ганган, «Ежемесячный сёнэн-Ганган») — ежемесячный журнал сёнэн-манги, который в 1991 году начала публиковать компания Enix (позднее объединившаяся в Square Enix). Он должен был стать конкурентам таким изданиям, как Shonen Magazine, Shonen Jump и Shonen Sunday, и направлен на ту же аудиторию — юношескую. Здесь появляется приключенческая, научно-фантастическая манга, манга в жанре фэнтези или основанная на видеоиграх.
Здесь печатаются:
- 666 Satan (Сэйси Кисимото)
- Choko Beast!! (Рин Асано)
- Code Age Archives (Юсукэ Наора)
- Doubt (Ёсики Тоногай)
- Handa-kun (Сацуки Ёсино)
- Final Fantasy: Crystal Chronicles (Рёносукэ Итикава)
- Mahōjin Guru Guru Хироюки Это[2]
- Moribito - Guardian of the Spirit (Нахоко Уэхаси)
- Hazama no Uta (Кайсяку)
- Joou Kishi Monogatari (Томохиро Симомура)
- Kingdom Hearts (Сиро Амано)
- Kingdom Hearts: Chain of Memories (Сиро Амано)
- Kingdom Hearts II (Сиро Амано)
- Kingdom Hearts 358/2 Days (Сиро Амано)
- Koushin Ouji (Сота Кувабара)
- Luno (Кэй Томэ)
- Material Puzzle (Масахиро Тоцука)
- Munou na Nana (Looseboy и Иори Фуруя)
- Nangoku Shounen Papuwa-kun (Ами Сибата)
- Soul Eater (Ацуси Окубо)[2]
- Spiral: Suiri no Kizuna (Эйта Мидзуно, Кё Сиродайра)
- Star Ocean: Blue Sphere (Аой Мидзуки)
- Watashi no Messiah-sama (Су Микадзуки)
- «Стальной алхимик» (Хирому Аракава)[2]

### GFantasy
«Ежемесячный GFantasy» (яп. 月刊Gファンタジー Гэккан дзи: фантадзи:, «Ежемесячный GФэнтези») или Gangan Fantasy («Ганган Фэнтези»), сокращенно GFan (Gファン) — ежемесячный журнал сёнэн-манги. Несколько ведущих авторов ушли после появления журнала для девушек Comic Zero-Sum. В GFantasy печатались такие работы, как Devil Survivor 2: The Animation (автор Макото Уэдзу), E's (Сатору Юига), «Гештальт» (Юн Кога), I, Otaku: Struggle in Akihabara (Дзиро Судзуки), Nabari no Ou (Юки Каматани), «Сердца Пандоры» (Дзюн Мотидзуки), Pani Poni (Хэкиру Хикава), Gensomaden Saiyuki (Кадзуя Минэкура), Switch (naked ape), Yumekui Kenbun (Син Масиба), Zombie-Loan (Peach-Pit).
Здесь печатается:
- 10-4 (Хасиба Маки)
- Aoharu x Kikanjū (NAOE)
- Black Butler (Яна Тобосо)[2]
- Cuticle Detective Inaba (Моти)
- D-Drops (Сэана)
- Daisuke! (Хасу Какудзуки)
- Fire Emblem: Ankoku Ryū to Hikari no Ken (Маки Хакода)
- Fire Emblem: Gaiden (Маки Хакода)
- Fire Emblem: Seisen no Keifu (Натту Фудзимори)
- Fire Emblem: Thracia 776 (Юна Таканаги)
- Higurashi no Naku Koro ni: Minagoroshi-hen (Хинасэ Момояма, Ryukishi07)
- Higurashi no Naku Koro ni: Tatarigoroshi-hen (Дзиро Судзуки, Ryukishi07)
- Higurashi no Naku Koro ni: Yoigoshi-hen (Мимори, Ryukishi07)
- Horimiya (HERO, Дайсукэ Хагивара)
- Kamiyomi (Ами Сибата)
- Kimi to Boku (Киити Хотта)
- Lammermoor no Shōnen Kiheitai (Нана Нацуниси)
- The Legend of Zelda: A Link to the Past (Атару Сагива)
- The Legend of Zelda: Link’s Awakening (Атару Сагива)
- Mahouka Koukou no Rettousei (Фумио Хаяси)
- Monokuro Kitan (Кусу Ринка)
- Teiden Shōjo to Hanemushi no Orchestra (Нономия Ай)
- Torikago Gakkyuu (Син Масиба)
- «Дюрарара!!» (Рёго Нарита)

### Young Gangan
Young Gangan (яп. ヤングガンガン Янгу Ганган, «Молодой Ганган») — журнал сэйнэн-манги, публикующийся дважды в месяц. Впервые был выпущен 3 декабря 2004 года. В Young Gangan публиковались такие работы, как Bamboo Blade (авторы — Агури Игараси, Масахиро Тоцука), Bitter Virgin (Кэй Кусуноки), Kurokami (Далл Ён Лим), Hanamaru Kindergarten (Юто), Hohzuki Island (Кэй Самбэ), Jackals (Синъя Мурата), Manhole (Цуцуи Тэцуя), Mononoke (Нинагава Яэко), Sumomomo Momomo (Синобу Отака).
Здесь печатается:
- Amigo x Amiga (Такахиро Сэгути)
- Arakawa Under the Bridge (Хикару Накамура)
- Astro Fighter Sunred (Макото Кубота)
- Darker than Black: Shikkoku no Hana (Юдзи Ивахара)
- Dimension W (Юдзи Ивахара)
- Dōsei Recipe (Това Осима)
- Donyatsu (Юсукэ Кодзаки)
- Front Mission Dog Life and Dog Style/Front Mission The Drive (Ясуо Отагаки)
- Fudanshism (Морисигэ)
- Iroha-saka, Agatte Sugu (Юто)
- Kiba no Tabishounin (Нанацуки Кёути)
- Mangaka-san to Ashisutanto-san to (Хироюки)
- Mangaka-san to Ashisutanto-san to 2 (Хироюки)
- Mouryou no Yurikago (Самбэ Кэй)
- Nikoichi (Рэндзюро Киндаити)
- Rinne no Lagrange — Akatsuki no Memoria (Ёсиока Кимитакэ)
- Saki (Рицу Кобаяси)
- Sekirei (Асика Сакура)
- Shishunki no Iron Maiden (Ватанабэ Сидзуму)
- Space☆Dandy (Масафуми Харада)
- The iDOLM@STER Cinderella Girls Ensemble! (Садору Тиба и Харуки Касиба)
- Übel Blatt (Этородзи Сионо)
- Übel Blatt Gaiden (Этородзи Сионо)
- Umeboshi (Мая Коикэда)
- Until Death Do Us Part (DOUBLE-S, Хироси Такасигэ)
- Violinist of Hameln: Shchelkunchik (Митиаки Ватанабэ)
- Working!! (Карино Такацу)

### Gangan Online
Gangan Online (яп. ガンガンオンライン Ганган Онрайн) — бесплатный онлайн-журнал манги и лайт-новел, существующий с 2 октября 2008 года.
Манга:
- Barakamon (Сацуки Ёсино)
- Daily Lives of High School Boys (Ямаути Ясунобу)
- Gekkan Shoujo Nozaki-kun (Идзуми Цубаки)
- Hori-san to Miyamura-kun Omake (HERO)
- Kitakubu Katsudo Kiroku (Куроха)
- Princess of Mana (Seiken Densetsu: Princess of Mana)  (Сацуки Ёсино)
- Rakudai Kishi no Cavalry (Рику Мисора)
- Ryuushika Ryuushika (Ёситоси Абэ)
- The iDOLM@STER Cinderella Girls Shuffle!! (Коука Мидзин)
- Wa! (Акира Кодзима)
- WataMote (Нико Танигава)

### Gangan Joker
«Ежемесячный Gangan Joker» (яп. 月刊ガンガンJOKER гэккан ганган дзё:ка:, Gekkan Gangan Joker) — ежемесячный журнал сёнэн-манги. Первый выпуск был опубликован 22 апреля 2009 года. Журнал проводит свой собственный конкурс манги «Гранпри J1» (яп. J1グランプリ Джэй ван гурампури).
Манга:
- Akame ga Kill!
- Book Girl and the Famished Spirit
- Corpse Party: Blood Covered
- Damekko Kissa Dear
- Hana-Saku Iroha
- Inu x Boku Secret Service
- Love x Rob x Stockholm
- Manabiya
- Natsu no Arashi!
- NEET Princess Terrass
- One Week Friends
- Prunus Girl
- Sengoku Strays
- Shinigami-sama ni Saigo no Onegai wo
- Shitsurakuen
- Tasogare Otome x Amnesia
- The Girl I Like Forgot Her Glasses
- Today’s Great Satan II
- «Мемуары Ванитаса»

### Big Gangan
Big Gangan (яп. ビッグガンガン Бигу Ганган, «Большой Ганган») — ежемесячный журнал сэйнэн-манги, выпускается с 2011 года.
Манга:
- ACCA: 13-ku Kansatsu-ka (Нацумэ Оно)
- Akame ga Kill! Zero (Кэй Тору (иллюстрации), Такахиро (сценарий))
- Bamboo Blade C (Дзингу Такао (иллюстрации), Масахиро Тоцука (сценарий))
- Candy Pop Nightmare (Хэкиру Хикава)
- Dimension W (Юдзи Ивахара) (перешла из Monthly Gangan в ноябре 2015 года)
- Ginsai no Kawa (Усо Курата (иллюстрации), Нодзоми Каясима (сценарий))
- Kuzu no Honkai (Мэнго Ёкояри)
- Smoking Behind the Supermarket with You (Дзинъуси)
- Songuri! (Ю Фудзисаки)
- «Убийца Гоблинов» (Косукэ Куросэ (иллюстрации), Кумо Кагю (сценарий))

## Закрытые журналы

### Gangan Powered
Gangan Powered (яп. ガンガンパワード ганган пава:до, «Ганган механизированный») — журнал сёнэн-манги, последний выпуск которого вышел в феврале 2009 года. Был заменен на Gangan Joker.
Здесь печатались:
- Final Fantasy XII (Гин Амо)
- Juushin Enbu (Хирому Аракава)
- He is my Master (Ацу Цубаки, Матцу)
- Higurashi no Naku Koro ni: Onikakushi-hen и Tsumihoroboshi-hen (Карин Судзураги , Рюкуси07)
- Princess of Mana (Сацуки Ёсино)
- Shining Tears (Акира Канда)
- Umineko no Naku Koro ni (Кэй Нацуми, Рюкиси07)

### Gangan Wing
«Ежемесячный Gangan Wing» (яп. 月刊ガンガンWING гэккан ганган уингу, «Ежемесячный Ганган Wing») — ежемесячный журнал сёнэн-манги, принадлежавший Square Enix. Последний выпуск вышел в марте 2009 года. Был заменен на Gangan Joker.
Здесь печатается:
- Alice on Deadlines (Сиро Ихара)
- Ark (Нэа Фуюки)
- Chokotto Hime (Аями Кадзама)
- Dear (Кокоа Фудзивара)
- Enchanter (Идзуми Кавати)
- Higurashi no Naku Koro ni: Onikakushi-hen и Tsumihoroboshi-hen (Карин Судзувари, Рюкуси07)
- Ignite (Хииро Саса)
- Natsu no Arashi! (Дзин Кобаяси)
- NecromanciA (Хамасин)
- Mahoraba (Акира Кодзима)
- Sai Drill (Идзуми Ковати)
- Seto no Hanayome (Тахико Кимура)
- Stamp Dead (Каното Кинацу)
- Tales of Eternia (Ёко Коёкэ)
- Tenshou Yaoyorozu (Тахико Кимура)
- Tokyo Innocent (Нару Наруми)
- Vampire Savior: Tamashii no Mayoigo (Маюми Адзума)
- Watashi no Ookami-san (Кокоа Фудзивара)